# 韋謝利夫卡 (克拉西利夫區)
49°34′57″N 27°5′52″E / 49.58250°N 27.09778°E
韋塞利夫卡（烏克蘭語：Веселівка）是位於烏克蘭西部的村莊，由赫梅利尼茨基州裡赫梅利尼茨基區的克拉西利夫市鎮負責管轄。該村始建於1415年，面積2.06平方公里，海拔高度329米，2001年人口240，人口密度每平方公里116.3人。